# Diego Ciccone
Pour les articles homonymes, voir Ciccone.
Diego Ciccone est un footballeur italien né le 21 juillet 1987 à Winterthour (Suisse). Il évolue au poste de milieu droit.
À l'issue de la saison 2011-2012, Diego Ciccone a joué un total de 51 matchs en 1re division suisse et a inscrit 3 buts dans ce championnat.

## Carrière
- FC Tössfeld  Suisse
- FC Wil M-21  Suisse
- 2004-2006 : FC Saint-Gall M-21  Suisse
- 2006-2010 : FC Saint-Gall  Suisse
- depuis 2010 : FC Vaduz  Liechtenstein[1]

## Palmarès
- Champion de Suisse de D2 (Challenge League) en 2009 avec le FC Saint-Gall